# Édouard-Jean Empain
Pour les articles homonymes, voir Empain.
Le baron Édouard-Jean Empain, dit Wado, né le 7 octobre 1937 à Budapest et mort le 20 juin 2018, est un homme d'affaires belge.
Président-directeur général du groupe Empain-Schneider de 1971 à 1981, il a été victime d'un enlèvement en 1978.

## Biographie
Édouard-Jean Empain est le petit-fils du général baron Édouard Empain et le fils de Jean (dit Johnny) Empain et de l'artiste américaine du burlesque Rozell Rowland. À la mort de son père, il est adopté par Édouard-Louis, le cousin germain de son père, qui épouse sa mère devenue veuve. Il est appelé « Wado » par ses proches. Il obtient son baccalauréat, mais ne fait pas d'études supérieures.
En 1957, il épouse Silvana Bettuzzi, dont il a trois enfants : Patricia, Christine et Jean-François,. La même année, il contraint son oncle et beau-père à signer les « accords de Neuilly » qui prévoient son accession à la présidence de la holding familiale.
En 1963, il occupe la position d'actionnaire principal du groupe Schneider S.A., puis en 1972 devient président du nouveau groupe Empain-Schneider, position qu'il cédera en 1981 à Didier Pineau-Valencienne. Il est également, par l'intermédiaire de son groupe, à la tête de diverses entreprises comme Fusalp.

### L’affaire Empain
Le 23 janvier 1978, Édouard-Jean Empain est enlevé à la sortie de son domicile parisien, avenue Foch. Ses ravisseurs, dirigés par Georges Bertoncini, demanderont une rançon de 80 millions de francs français (ramenée ensuite à 40 millions) et l'amputeront de la première phalange de son auriculaire gauche pour faire pression sur la famille, à laquelle est adressé ce morceau de doigt par la poste. Après plusieurs tentatives de libération, il sera relâché le 26 mars 1978 près d'une station de métro. Le procès de ses ravisseurs eut lieu en décembre 1982, ils écoperont de 5 à 20 ans de réclusion criminelle.
Il racontera qu'à son retour seul son labrador Love a manifesté sa joie de le revoir. Sa famille, ses amis et ses collaborateurs l'avaient déjà enterré et les révélations sur ses relations extraconjugales font la joie de la presse. Ses relations avec ceux-ci se dégradèrent complètement jusqu'à ce qu'il coupe les ponts et commence une nouvelle vie.

### Après l'affaire
Un an après sa libération, il divorce de son épouse Sylvana.
En 1981, Édouard-Jean Empain vend ses parts dans le groupe Empain-Schneider, puis se reconvertit dans l'immobilier et les produits pétroliers.
Il partage alors son temps entre Paris et Monaco. C'est d'ailleurs dans la capitale française qu'il fait la connaissance d'un ancien mannequin, Jacqueline Ragonaux, avec qui il partagera sa vie durant 8 ans avant de l'épouser à Monaco en septembre 1990.
En 2003, il est poursuivi, avec un de ses associés (Éric Graham), pour banqueroute frauduleuse en 1998 de sa société immobilière SNC Empain-Graham, mais tous deux sont finalement relaxés.
Il meurt en 2018 et est enterré au cimetière de Bouffémont.

## Ouvrage
- La Vie en jeu, Paris, Jean-Claude Lattès, 1985.
- Schneider, l'histoire en force, éditions Jean-Pierre de Monza, 1996

### Filmographie
- Rapt, de Lucas Belvaux, film librement inspiré de l'affaire Empain (2009).
- Les barons Empain, la dynastie fracassée (2016), site d'Arte